# Romain Perraud
 
Romain Paul Jean-Michel Perraud (Toulouse, 22 de setembro de 1997) é um futebolista profissional francês que atua como lateral-esquerdo. Atualmente joga pelo Lille.

## Carreira de clubes

### Início de Carreira
Nascido em Toulouse em 1997, Perraud começou a sua carreira nas camadas jovens do Blagnac FC, em 2007. Em 2008 juntou-se ao Toulouse Fontaines Club, equipa da sua cidade natal, antes de passar para o US Colomiers Football, em 2009.

### Nice
Em 2014, Perraud juntou-se às camadas jovens do OGC Nice, proveniente do US Colomiers Football. Dois anos depois, conquistou um lugar na equipa sénior do clube. A 8 de dezembro de 2016, Perraud fez a sua estreia sénior pelo Nice, jogando os 90 minutos na última partida do Nice na fase de grupos da Liga Europa 2016–17, frente ao Krasnodar, no Allianz Riviera. O clube francês venceu por 2–1.

#### Empréstimo ao Paris FC
Em agosto de 2018, Perraud foi cedido por empréstimo ao Paris FC por uma época. A 14 de setembro de 2018, disputou o seu primeiro jogo pelo clube, num empate por 0–0 frente ao Ajaccio. A 22 de setembro de 2018, Perraud marcou o seu primeiro golo pelo Paris FC, numa vitória por 2–1 sobre o Metz.

### Brest
A 17 de julho de 2019, Perraud assinou um contrato de 4 anos com o Brest, a troco de 2 milhões de euros. A 10 de agosto de 2019, disputou o seu primeiro jogo pelo clube, num empate por 1–1 frente ao Toulouse. A 13 de setembro de 2020, Perraud marcou o seu primeiro golo pelo Brest, numa vitória por 2–0 sobre o Dijon.

### Southampton
A 2 de julho de 2021, Perraud assinou um contrato de 4 anos com o Southampton por uma taxa entre os 10 e os 13 milhões de euros. A 14 de agosto de 2021, disputou a sua primeira partida na Premier League pelos Saints, numa derrota por 3–1 frente ao Everton. A 2 de março de 2022, Perraud marcou o seu primeiro golo pelo Southampton com um remate a mais de 27 metros de distância da baliza, numa vitória por 3–1 frente ao West Ham, para a Taça de Inglaterra.

## Estatísticas de carreira
- Atualizado até 27 de abril de 2023[15]

|                   | Clube             | Época             | Campeonato | Campeonato | Campeonato | Taça  | Taça  | Taça da Liga | Taça da Liga | Competições Continentais | Competições Continentais | Total | Total |
| Divisão           | Clube             | Época             | Jogos      | Golos      | Jogos      | Golos | Jogos | Golos        | Jogos        | Golos                    | Jogos                    | Golos |       |
| Nice              | 2016–17           | Ligue 1           | 0          | 0          | 0          | 0     | 0     | 0            | 1            | 0                        | 1                        | 0     |       |
| Nice              | 2017–18           | Ligue 1           | 1          | 0          | 0          | 0     | 0     | 0            | 2            | 0                        | 3                        | 0     |       |
| Nice              | Total             | Total             | 1          | 0          | 0          | 0     | 0     | 0            | 3            | 0                        | 4                        | 0     |       |
| Paris FC          | 2018–19           | Ligue 2           | 33         | 5          | 1          | 0     | 0     | 0            | —            | —                        | 34                       | 5     |       |
| Brest             | 2019–20           | Ligue 1           | 20         | 0          | 1          | 0     | 3     | 0            | —            | —                        | 24                       | 0     |       |
| Brest             | 2020–21           | Ligue 1           | 36         | 3          | 1          | 0     | —     | —            | —            | —                        | 37                       | 3     |       |
| Brest             | Total             | Total             | 56         | 3          | 2          | 0     | 3     | 0            | —            | —                        | 61                       | 3     |       |
| Southampton       | 2021–22           | Premier League    | 20         | 0          | 2          | 1     | 1     | 0            | —            | —                        | 23                       | 1     |       |
| Southampton       | 2022–23           | Premier League    | 29         | 2          | 3          | 2     | 4     | 0            | —            | —                        | 36                       | 4     |       |
| Southampton       | Total             | Total             | 49         | 2          | 5          | 3     | 5     | 0            | —            | —                        | 59                       | 5     |       |
| Total de Carreira | Total de Carreira | Total de Carreira | 139        | 10         | 8          | 3     | 8     | 0            | 3            | 0                        | 158                      | 13    |       |

1. 1 2  Jogos na Liga Europa

## Títulos

### Individual
- Melhor XI do Torneio de Toulon: 2018[16]